# Aero Airlines
Aero Airlines – już nieistniejąca estońska regionalna linia lotnicza z siedzibą w Tallinnie. Głównym węzłem był port lotniczy Tallinn.